# 滾珠軸承

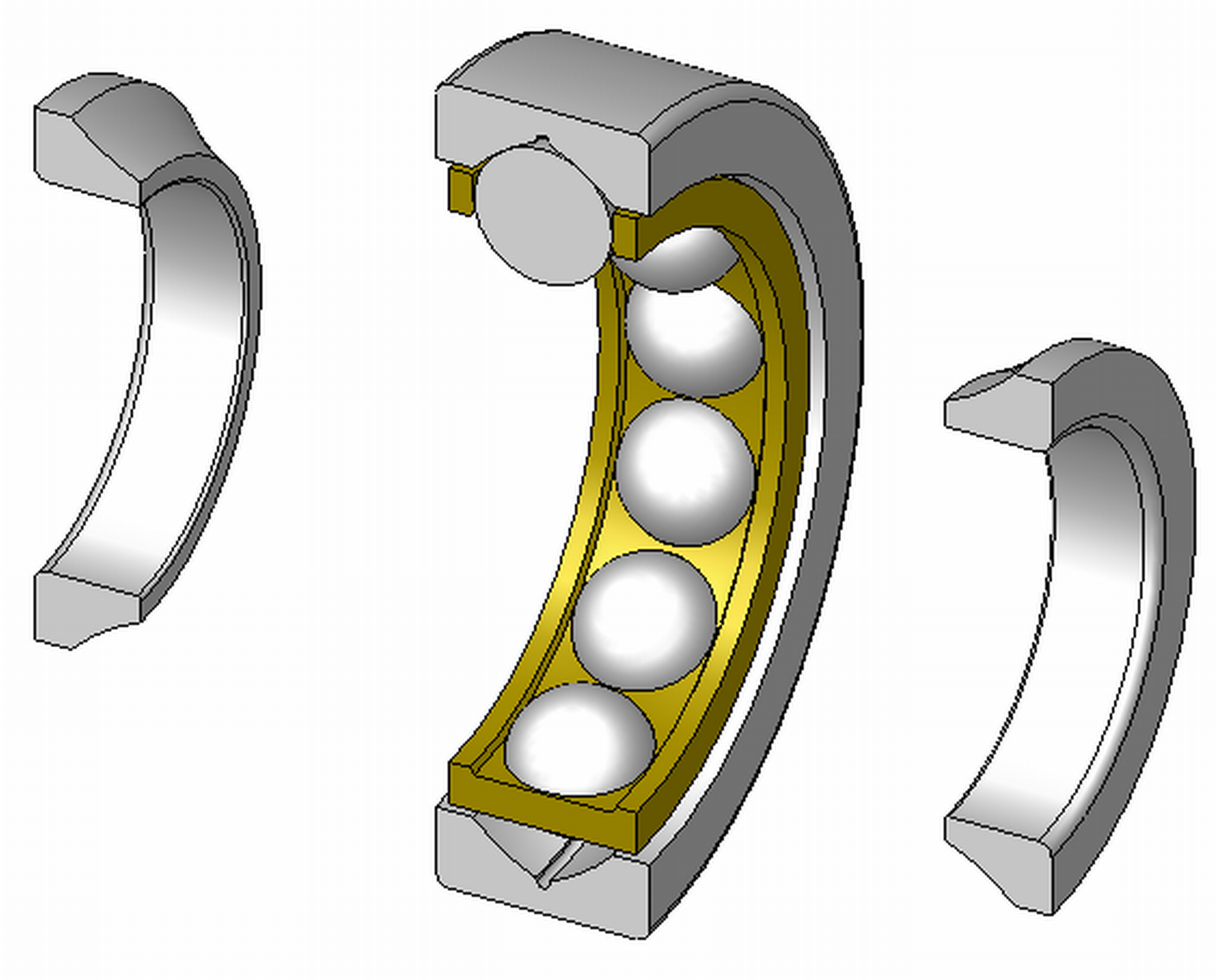
滾珠轴承

滾珠轴承旋轉比率示意

滾珠軸承，主要包含四個基本元件：滾珠、內環、外環與保持器，如圖所示。一般工業用的滾珠軸承滿足AISI 52100的標準，滾珠與環通常是以高鉻鋼製成，洛氏硬度約在61至65之間。而保持器的硬度相較於滾珠與環低，其材料有金屬（如：中碳鋼、鋁合金）或非金屬（如：鐵弗龍、PTEF、高分子材料）。由於滾動軸承（如右圖）比頸軸承的轉動摩擦阻力小，因此相同的轉速下，摩擦產生的溫度會比較低。

## 相關
- 軸承
- 機械設計